# Igon
Igon település Franciaországban, Pyrénées-Atlantiques megyében. Lakosainak száma 1008 fő (2022. január 1.). Igon Asson, Coarraze, Lestelle-Bétharram, Montaut és Nay községekkel határos.

## Népesség
A település népességének változása:
| Lakosok száma | 933  | 954  | 1037 | 968  | 972  | 974  | 986  | 973  | 1008 |
|               | 2013 | 2015 | 2016 | 2017 | 2018 | 2019 | 2020 | 2021 | 2022 |